# Esteban Tuero
Esteban Tuero (22. dubna 1978, Buenos Aires) je argentinský automobilový závodník, který v roce 1998 jezdil ve Formuli 1 za tým Minardi.

## Kariéra před Formulí 1
Na motokárách začal závodit v sedmi letech a zůstal zde do roku 1992. Pro sezonu 1993 přestoupil do monopostu argentinské Formule Renault. V roce 1994 vyhrál národní sérri Formule Honda. Vyzkoušel také několik závodů v jihoamerické Formule 3. Pro rok 1995 se přemístil do Evropy, kde v prvním roce vyhrál italskou sérii Formule 3000 a testoval formuli 3, ve které závodil v roce 1996, ze které v polovině sezony přešel do Formule 3000, kde skončil na 16. příčce.
Roku 1997 závodil v japonské Formuli Nippon, kde neoslnil a zůstal na 16. pozici.

## Formule 1
V osmnácti letech testoval monost F1 týmu Minardi. V dalším roce 1997 testoval pro stáj Minardi.
Pro sezonu 1998 byl jmenován druhým jezdcem tohoto italského týmu po boku Japonce Šindži Nakana, avšak FIA zprvu váhala s udělením superlicence. Tuero se stal třetím nejmladším jezdcem v historii F1, pouze Mike Thackwell a Ricardo Rodriguez byli mladší. V první velké ceně se kvalifikoval na 17. místě dokonce před svým stájovým kolegou. V celé sezoně se pouze jednou dostal do finálové desítky, a to při Grand Prix San Marina 1998.
Poslední velká cena sezony, Grand Prix Japonska 1998, se stala poslední i pro mladého Argentince. Po startu z 21. místa na roštu v 29. kole kolidoval s Japoncem Toranosukem Takagim a těžce si poranil záda. Poté Tuero ukončil kariéru ve Formuli 1 a to přesto, že měl nabídku od Minardi na podepsání smlouvy pro rok 1999.

## Kompletní výsledky ve Formuli 1
| Legenda k tabulce | Legenda k tabulce                                                                       |
| Barva             | Výsledek                                                                                |
| ----------------- | --------------------------------------------------------------------------------------- |
| Zlatá             | Vítěz                                                                                   |
| Stříbrná          | 2. místo                                                                                |
| Bronzová          | 3. místo                                                                                |
| Zelená            | Bodované umístění                                                                       |
| Modrá             | Nebodované umístění                                                                     |
| Modrá             | Dokončil neklasifikován (NC)                                                            |
| Fialová           | Odstoupil (Ret)                                                                         |
| Červená           | Nekvalifikoval se (DNQ)                                                                 |
| Červená           | Nepředkvalifikoval se (DNPQ)                                                            |
| Černá             | Diskvalifikován (DSQ)                                                                   |
| Bílá              | Nestartoval (DNS)                                                                       |
| Bílá              | Závod zrušen (C)                                                                        |
| Světle modrá      | Pouze trénoval (PO)                                                                     |
| Světle modrá      | Páteční testovací jezdec (TD)                                                           |
| Bez barvy         | Netrénoval (DNP)                                                                        |
| Bez barvy         | Vyřazen (EX)                                                                            |
| Bez barvy         | Nepřijel (DNA)                                                                          |
| Bez barvy         | Odvolal účast (WD)                                                                      |
| Bez barvy         | Nezúčastnil se (prázdné)                                                                |
| Označení          | Význam                                                                                  |
| Tučnost           | Pole position                                                                           |
| Kurzíva           | Nejrychlejší kolo                                                                       |
| †                 | Jezdec nedojel do cíle, ale byl klasifikován, protože odjel více než 90 % délky závodu. |
| ‡                 | Byl udělován poloviční počet bodů, protože bylo odjeto méně než 75 % délky závodu.      |
| Horní index       | Umístění bodujících jezdců ve sprintu                                                   |

| Rok  | Tým     | Šasi         | Motor    | 1       | 2       | 3       | 4     | 5      | 6       | 7       | 8       | 9       | 10      | 11     | 12      | 13      | 14     | 15      | 16      | Umístění | Body |
| ---- | ------- | ------------ | -------- | ------- | ------- | ------- | ----- | ------ | ------- | ------- | ------- | ------- | ------- | ------ | ------- | ------- | ------ | ------- | ------- | -------- | ---- |
| 1998 | Minardi | Minardi M198 | Ford V10 | AUS Ret | BRA Ret | ARG Ret | SMR 8 | ESP 15 | MON Ret | CAN Ret | FRA Ret | GBR Ret | AUT Ret | GER 16 | HUN Ret | BEL Ret | ITA 11 | LUX Ret | JPN Ret | -        | 0    |

## Kariéra po Formuli 1
V roce 1999 závodil v mistrovství Argentiny ve sportovních vozech. V dalších letech vyhrál 2 závody s vozem Volkswagen Polo, pro rok 2002 předpokládal, že získá placené místo v ChampCar, ale nikdy se tak nestalo. Proto pokračoval v několika dalších týmech v TC2000 a získal několik dobrých umístění.